# Spodnje Preloge
Spodnje Preloge este o localitate din comuna Slovenske Konjice, Slovenia, cu o populație de 213 locuitori.